# 1988 TL
1988 TL är en asteroid i huvudbältet som upptäcktes den 3 oktober 1988 av de båda japanska astronomerna Seiji Ueda och Hiroshi Kaneda i Kushiro.
Den tillhör asteroidgruppen Nysa.